# Суббота в христианстве

## Суббота в Библии
Впервые Библия об особом статусе субботы упоминает во второй главе книги Бытия, когда Бог благословил день субботний и освятил его (Быт. 2:3). Ранее Бог благословил сотворённых Им рыб, животных и птиц (Быт. 1:22), затем человека, и наконец, седьмой день, в который Он «почил».

## Православие
Православная церковь проводит различие между Шаббатом (субботой) и днём Господним (воскресеньем). В православии суббота посвящена всем святым, а также в субботу поминаются все усопшие.
Протодиакон РПЦ, профессор Московской духовной академии А. В. Кураев писал в своей книге «Протестантам о Православии»:
Суббота равночестна с воскресеньем («Днём Господним»), и пост в субботу означает умаление радости праздника, приравнивание праздничного дня к будничным. Как явствует из канонического православного права, празднование воскресенья — это не перенос субботнего праздника, но самостоятельный праздник, не отменяющий собою чествование субботы... Суббота в православной памяти, в православном Богослужении и богословии до сих пор праздничный день. Субботы, как и воскресные дни, празднично выделяются из дней Великого Поста. В них совершается праздничное, не постовое Богослужение. Служится полная Литургия, не читается покаянная молитва Ефрема Сирина, не делаются земные поклоны.
- Суббота Акафиста — Похвала́ Пресвято́й Богоро́дицы.
- Великая суббота в православии — суббота страстной недели: воспоминание погребения тела Иисуса Христа, читаются псалмы и совершается крестный ход с плащаницей.
- Родительские субботы в православии — дни, в которые по установлению церкви совершается поминовение умерших.

## Католицизм
Согласно концепции Католической церкви, воскресенье в христианской Церкви полностью заменило субботу в качестве «Дня Господнего»:
Будучи «первым днём недели» (Мк. 16,2) воскресенье напоминает о первом творении; как восьмой день, следующий за субботой, оно означает новое творение, начатое Воскресением Христа. Поэтому для христиан оно стало первым из всех дней, первым из праздников: днём Господним, в который Он своей Пасхой исполняет духовную истину иудейской субботы и возвещает вечный покой человека в Боге
В полном Катехизисе об этом сказано ещё определённее:
Воскресенье отчётливо отличается от субботы, за которой оно хронологически следует каждую неделю и которую оно заменяет для христиан с точки зрения обрядового предписания. Через Пасху Христову воскресенье исполняет духовную истину иудейской субботы и возвещает вечный покой человека в Боге. Ибо культ Закона подготавливал тайну Христа, и то, что совершалось в нём, было в определённом смысле прообразом, относящимся ко Христу: те, кто жил по старому порядку вещей, обрели новое упование, не соблюдая более субботы, но празднуя День Господа, в который наша жизнь получила благословение от Него и от Его смерти.
Кардинал Джеймс Гиббонс, архиепископ Балтиморский (США), в книге «Вера наших отцов» (1876) на примере замены субботы воскресеньем обосновывал право Католической церкви быть единственным помазанным Богом наставником в вопросах веры:
В настоящее время само по себе Священное Писание не содержит всех истин, в которые христианин должен верить, и оно явно не предписывает все обязанности, которые он должен исполнять. Не говоря уже о других примерах, разве каждый христианин не обязан святить воскресенье и воздерживаться в этот день от ненужной рабской работы? Разве соблюдение этого закона не является одной из наших самых известных священных обязанностей? Но вы можете прочитать Библию от Бытия до Откровения, и вы не найдёте ни единой строчки, подтверждающей святость воскресенья. Писание настаивает на религиозном соблюдении субботы, дня, который мы никогда не святим.
Оригинальный текст (англ.)Now the Scriptures alone do not contain all the truths which a Christian is bound to believe, nor do they explicitly enjoin all the duties which he is obliged to practice. Not to mention other examples, is not every Christian obliged to sanctify Sunday and to abstain on that day from unnecessary servile work? Is not the observance of this law among the most prominent of our sacred duties? But you may read the Bible from Genesis to Revelation, and you will not find a single line authorizing the sanctification of Sunday. The Scriptures enforce the religious observance of Saturday, a day which we never sanctify.

## Протестантизм
В протестантизме времен Реформации практиковалось празднование воскресенья как христианской субботы.
Подобное понимание характерно и в настоящее время для некоторых протестантских конфессий.
Так, генеральный секретарь ВСЕХБ А. В. Карев (сер. XX в.) писал:
По примеру апостольских церквей и мы чтим и святим первый день недели, то есть воскресный день — в память воскресения Иисуса Христа, которое дало нам оправдание и освобождение от греховного рабства. Но если бы в какой-либо стране был установлен другой день, освобождающий тружеников от работы, то христианство превратило бы этот другой день покоя в «день Господень» и посвятило бы его Господу так же, как израильский народ посвятил субботу Господу и как посвящает сегодня Церковь Христа воскресный день Господу. Ведь заповедь Божия гласит: «Шесть дней работай и делай всякие дела твои; а день седьмой — суббота Господу Богу твоему». Важно, чтобы один день в неделю был у нас отданным Господу на служение.
Некоторые евангельские христиане считают, что суббота — это ветхозаветное установление, необязательное для христиан. По словам пастора и миссионера Дэна Корнера (США),
все Десять Заповедей были переутверждены в Новом Завете, за исключением только одной, а именно, имеющей отношение к соблюдению субботнего дня.
Оригинальный текст (англ.)All of the Ten Commandments were reinstated in the New Testament with only one exception, the one dealing with the Sabbath Day being kept holy.
При этом большинство современных протестантов полагает, что библейская заповедь о субботе была не отменена, а «исполнена», то есть дополнена и расширена в Новом Завете, и сегодня относится не к одному, но ко всем дням недели, которые верующий святит (отделяет) для Господа.
Пастор реставрационистской Церкви Бога Г. М. Риггл (H. M. Riggle) писал в 1899 году:
Сладкая суббота Евангелия — не только покой для тела, один день из семи, но покой для души во все дни — покой, дарующий навечно спокойствие и безопасность. Первый нужно было соблюдать каждый седьмой день. Другой не нужно соблюдать в качестве определённого дня… Первый был днём покоя для тела. Другой является покоем для души… В первом завете только один из семи дней был святым. В последнем у нас все дни святы… 
Сергей Ястржембский (Новикевич), пастор церкви РЦ ХВЕ «Спасение в Иисусе» (Чита), магистр богословия:
Христиане сегодня не празднуют воскресенье вместо субботы (они не «переносили священство субботы на воскресенье»), так как суббота есть вхождение в вечный покой через веру во Христа, а воскресенье – это празднование победы нашего Господа над смертью!.. Христос не передвигал субботу на воскресенье, а вывел нас из поля действия соблюдения субботы как отделённого дня. Христиане не празднуют воскресенье так, как иудеи празднуют субботу, ибо библейская заповедь о дне покоя относится только к субботе, и ни в коем случае к какому-либо другому дню.
Василе Филат, пастор церкви ЕХБ «Bunăvestirea» в Кишинёве:
Господь Иисус не изменил, но исполнил эту заповедь. Писание говорит, что суббота, будучи днём покоя, была прообразом истинного покоя, который мы можем найти только в Иисусе Христе. Господь Иисус исполнил IV заповедь, дав покой душе любого, ищущего истинный покой. Если вы ещё не вошли в Новый Завет с Господом Иисусом, у вас ещё нет истинного покоя, независимо от того, соблюдаете ли вы субботу или воскресенье, или любой другой день недели.

### Субботствующие протестанты
История почитания субботы связана с историей раннего протестантизма, провозгласившего возвращение к Священному Писанию. Первые протестанты, соблюдающие субботу как седьмой день, по традиционному библейскому исчислению дней недели, появились в среде анабаптистов. Английские пуритане, сохранив воскресенье в качестве дня поклонения, называли его «Субботой» (Sabbath). Таким образом они стремились приблизить своё поклонение к требованиям Закона. Веря в то, что воскресенье является Шаббатом в ветхозаветном смысле, некоторые из английских пуритан стали призывать святить её от захода до захода солнца. В своих поучениях они наставляли, как использовать этот день для духовного роста, доказывали, что Шаббат — это вечное «знамение завета», который Бог заключил со Своим народом, чтобы освятить его. Так некоторые английские пуритане начали отстаивать и проповедовать «святость воскресной субботы».
В XVII веке (1651 год) в Англии возникли и первые общины баптистов седьмого дня, которые признавали святость буквальной субботы.
Позже они появились и на Американском континенте.
В настоящее время крупнейшая протестантская конфессия, практикующая празднование субботы — адвентисты седьмого дня. Позиция АСД по вопросу соблюдения субботы:
Милосердный Творец после шести дней творения мира покоился в седьмой день и установил субботний покой для всех людей как памятник творения. Четвёртая заповедь неизменного Закона Божьего требует соблюдения седьмого дня, субботы, как дня покоя, дня особого поклонения и служения в соответствии с учением и примером Иисуса Христа — Господина субботы. Суббота — это день радостного общения с Богом и друг с другом. Это символ нашего искупления во Христе, знак нашего освящения, нашей верности и предвкушения нашей вечной будущей жизни в Царстве Божьем. Суббота — это постоянное Божье знамение вечного завета между Ним и Его народом. Радостное проведение этого святого времени с вечера до вечера, от захода до захода солнца есть торжественное воспоминание совершённого Богом творения и искупления (Быт. 2:1-3; Исх. 20:8–11; Лк. 4:16; Ис. 56:5, 6; Ис. 58:13, 14; Мф. 12:1–12; Исх. 31:13–17; Иез. 20:12, 20; Втор. 5:12–15; Евр. 4:1–11; Лев. 23:32; Мк. 1:32).
Практика субботнего поклонения стала играть важную роль в адвентистском движении сразу же после так называемого «Великого разочарования» (1844). Пальму первенства в этом отношении чаще всего отдают Джозефу Бейтсу, написавшему в 1846 году 48-страничный трактат в защиту почитания субботы. Однако ещё до Бейтса некоторые нью-гэмпширские адвентисты, попавшие под влияние Рэйчел Оукс Престон), которая принадлежала к баптистам седьмого дня, начали поклоняться в субботу, и это, наряду с трактатом Бейтса, подготовило почву для широкого признания такой практики.
Адвентисты обращают внимание на то, что в Книге Откровение (гл. 1) говорится: «Я был в Духе в день Господень» (в Синодальном переводе передано: «…в день воскресный», но в подлиннике стоит слово «Кириак» («Господень»), а не «воскресный»).
Существуют также группы соблюдающих субботу среди пятидесятников (субботствующие пятидесятники), а также Истинная церковь Иисуса (пятидесятнического происхождения).
Христиане (протестанты), живущие в Израиле, собираются на свои собрания как правило в субботу, а не в воскресенье.